# Suwerenność-Praca-Sprawiedliwość
Suwerenność-Praca-Sprawiedliwość (SPS) – polska partia polityczna o profilu konserwatywnym i socjalnym, działająca w latach 2003–2005.

## Historia
SPS została założona w 2003 z inicjatywy senatora niezależnego Zbigniewa Romaszewskiego, po jego odejściu z Ruchu Odbudowy Polski. W zamierzeniu miała być partią łączącą „konserwatyzm kulturowy” i „wrażliwość społeczną”. Zarejestrowana została 16 kwietnia 2004.
Na czele stronnictwa stanął Zbigniew Romaszewski, wiceprzewodniczącymi zostali byli parlamentarzyści i działacze opozycji solidarnościowej – Stefan Niesiołowski i Jan Rulewski. W grupie inicjatywnej znaleźli się także Benedykt Czuma, Krzysztof Kaleta, Jan Orgelbrand, Paweł Piekarczyk, Zofia Romaszewska i Ewa Bugno-Zaleska. Rozmowy na temat wspólnego działania prowadzono także z byłym liderem Unii Pracy Ryszardem Bugajem, który nie zdecydował się jednak przystąpić do tej partii.
SPS, zarejestrowana pod numerem EwP 186 w ewidencji partii politycznych, nie podjęła szerszej działalności. W styczniu 2005 wystawiła Ewę Zaleską w wyborach uzupełniających do Senatu w okręgu konińskim (zajęła ona przedostanie, 7. miejsce). Stefan Niesiołowski wycofał się z działalności w SPS, startując do Senatu we wrześniu tego samego roku z ramienia Platformy Obywatelskiej, podczas gdy Zbigniew Romaszewski opowiadał się za współpracą z Prawem i Sprawiedliwością, z ramienia którego także kandydował do Senatu i, podobnie jak Stefan Niesiołowski, uzyskał mandat. Do Sejmu w tych samych wyborach z listy Ruchu Patriotycznego (który nie uzyskał mandatów) wystartowała Ewa Zaleska. Ostatecznie SPS została 17 października 2005 wykreślona z ewidencji partii politycznych i potem postawiona w stan likwidacji, część jej liderów (poza m.in. małżeństwem Romaszewskich) związała się w różnych latach z PO.